# Eugène Vivarès
 (novembre 2023).
Si vous disposez d'ouvrages ou d'articles de référence ou si vous connaissez des sites web de qualité traitant du thème abordé ici, merci de compléter l'article en donnant les références utiles à sa vérifiabilité et en les liant à la section « Notes et références ».
 (novembre 2023).
Pour les articles homonymes, voir Vivares (homonymie).
Eugène Vivarès, né à Sète le 10 février 1808 et mort dans la même ville le 21 novembre 1887, est un écrivain et homme politique français d'expression occitane.

## Biographie
Eugéne Vivarés monte étudier à Paris et y obtient sa licence de droit en 1831. De retour à Sète, il fonde le journal La Méditerranée (1844) et plus tard, à Montpellier, Le Messager du Midi (1848). Il a également été conseiller municipal de Sète pendant près de vingt-cinq ans. Après sa principale œuvre, La volada de las focas, publiée en 1844, il sort dans L'Independent un autre ouvrage comique, La volalha en revolucion, qui sera publié ensuite en 1861.

## Publications

### En occitan
- La volada de las focas (1844)
- La volalha en revolucion (1861)

### En français
- Stance au drapeau du 100e régiment de ligne (1856)
- Question des eaux potables de la ville de Cette (1859)
- Les vins du Midi (1861)
- De la Nécessité et du véritable moyen de départir les compagnies du Midi et de Lyon-Méditerranée (1862)
- Le salut de la France, solution dans un rêve (1871)